# 1001
1001 (MI) fue un año común comenzado en miércoles del calendario juliano. Fue el primer año del segundo milenio y del siglo XI.

## Acontecimientos
- 16 de febrero: el papa Silvestre II y el emperador Otón III del Sacro Imperio huyen de Roma como resultado de una rebelión local.[1]
- 14 de abril: el dux Pietro II Orseolo es visitado por Otón III, quien le felicita por sus conquistas en Dalmacia.[2]
- 27 de noviembre: el sultán Mahmud de Gazni derrota al rey Jayapala cerca a Peshawar (Conquistas musulmanas en India).[3]
- Basilio II toma Taik; el Imperio romano de Oriente (o bizantino) consolida su poder en Armenia.[4]

## Nacimientos
- Duncan I de Escocia (f. 1040)
- Ingegerd Olofsdotter, hija de Olaf Skötkonung (f. 1049)
- Herluin de Conteville

## Fallecimientos
- Conrado de Ivrea, Marqués de Ivrea y Duque de Spoleto y Camerino.
- Hugo I de Toscana, Marqués de Toscana.
- Iziaslav de Pólatsk, príncipe de Pólatsk.
- Rosvita von Gandersheim, escritora.
- Wang Yi-Ch'eng, poeta chino.
- Ziri ibn Atiyya, primer jefe de la confederación tribal Magrava.